# Proteomika
Proteomika je izučavanje proteina velikih razmera sa fokusom na njihovu strukturu i funkcije. Proteini su vitalni delovi živih organizama. Oni su glavne komponente fizioloških metaboličkih puteva u ćelijama. Termin proteomika je formiran 1997 po analogiji sa genomikom, studijom genoma. Reč proteom je mešavina reči protein i genom, koju je formirao Mark Vilkins 1994.
Proteom je celokupan set proteina koji jedan organizam proizvodi ili modifikuje. Njegov sadržaj varira s vremenom i u zavisnosti od raznih uslova, stresova, kojima su ćelija ili ogranizam izloženi. Proteomika je interdisciplinarni domen koji je znatnim delom formiran na bazi istraživanja i razvoja Projekta ljudskog genoma. Ona obuhvata naučna istraživanja i ispitivanja proteoma sa sveobuhvatnog stanovišta intracelularne proteinske kompozicije, strukture, i njegovih jedinstvenih parterna dejstva. Proteomioka je važna komponenta funkcionalne genomike.
Mada se termin proteomika generalno odnosi na eksperimentalnu analizu proteina velikih razmera, on se isto tako koristi za proteinsko prečišćavanje i masenu spektrometriju.

## Literatura
- Belhajjame, K. et al. Proteome Data Integration: Characteristics and Challenges. Proceedings of the UK e-Science All Hands Meeting,  1-904425-53-4, September 2005, Nottingham, UK.
- Twyman RM (2004). Principles Of Proteomics (Advanced Text Series). Oxford, UK: BIOS Scientific Publishers.  1-85996-273-4. (covers almost all branches of proteomics)
- Naven T, Westermeier R (2002). Proteomics in Practice: A Laboratory Manual of Proteome Analysis. Weinheim: Wiley-VCH.  3-527-30354-5. (focused on 2D-gels, good on detail)
- Liebler DC (2002). Introduction to proteomics: tools for the new biology. Totowa, NJ: Humana Press.  0-89603-992-7.  0-585-41879-9 (electronic, on Netlibrary?),  0-89603-991-9 hbk
- Wilkins MR, Williams KL, Appel RD, Hochstrasser DF (1997). Proteome Research: New Frontiers in Functional Genomics (Principles and Practice). Berlin: Springer.  3-540-62753-7.
- Arora PS, Yamagiwa H, Srivastava A, Bolander ME, Sarkar G (2005). „Comparative evaluation of two two-dimensional gel electrophoresis image analysis software applications using synovial fluids from patients with joint disease”. J Orthop Sci. 10 (2): 160—6. PMID 15815863. doi:10.1007/s00776-004-0878-0.[мртва веза]
- Rediscovering Biology Online Textbook. Unit 2 Proteins and Proteomics. 1997–2006.
- Weaver RF (2005). Molecular biology (3rd изд.). New York: McGraw-Hill. стр. 840—9.  0-07-284611-9.
- Reece J, Campbell N (2002). Biology (6th изд.). San Francisco: Benjamin Cummings. стр. 392-3.  0-8053-6624-5.
- Hye A; Lynham, S; M, Thambisetty;  . (2006). „Proteome-based plasma biomarkers for Alzheimer's disease”. Brain. 129 (Pt 11): 3042—50. PMID 17071923. doi:10.1093/brain/awl279.
- Perroud B; Lee, J; N, Valkova;  . (2006). „Pathway analysis of kidney cancer using proteomics and metabolic profiling”. Mol Cancer. 5: 64. PMC 1665458 . PMID 17123452. doi:10.1186/1476-4598-5-64.
- Yohannes E, Chang J, Christ GJ, Davies KP, Chance MR (2008). „Proteomics analysis identifies molecular targets related to diabetes mellitus-associated bladder dysfunction”. Mol. Cell Proteomics. 7 (7): 1270—85. PMC 2493381 . PMID 18337374. doi:10.1074/mcp.M700563-MCP200..
- Macaulay IC, Carr P, Gusnanto A, Ouwehand WH, Fitzgerald D, Watkins NA (2005). „Platelet genomics and proteomics in human health and disease”. J Clin Invest. 115 (12): 3370—7. PMC 1297260 . PMID 16322782. doi:10.1172/JCI26885.
- Rogers MA; Clarke, P; J, Noble;  . (15. 10. 2003). „Proteomic profiling of urinary proteins in renal cancer by surface enhanced laser desorption ionization and neural-network analysis: identification of key issues affecting potential clinical utility”. Cancer Res. 63 (20): 6971—83. PMID 14583499.
- Vasan RS (2006). „Biomarkers of cardiovascular disease: molecular basis and practical considerations”. Circulation. 113 (19): 2335—62. PMID 16702488. doi:10.1161/CIRCULATIONAHA.104.482570.
- "Myocardial Infarction". (Retrieved 29 November 2006)
- Introduction to Antibodies – Enzyme-Linked Immunosorbent Assay (ELISA). (Retrieved 29 November 2006)
- Decramer S; Wittke, S; H, Mischak;  . (2006). „Predicting the clinical outcome of congenital unilateral ureteropelvic junction obstruction in newborn by urinary proteome analysis”. Nat Med. 12 (4): 398—400. PMID 16550189. doi:10.1038/nm1384.
- Mayer U (2008). „Protein Information Crawler (PIC): extensive spidering of multiple protein information resources for large protein sets”. Proteomics. 8 (1): 42—4. PMID 18095364. doi:10.1002/pmic.200700865.
- Jörg von Hagen, VCH-Wiley 2008 Proteomics Sample Preparation.  978-3-527-31796-7.

## Spoljašnje veze
- Proteomics на веб-сајту  (језик: енглески)